# Karl von Marx
Karl von Marx (bis 1877 Karl Marx, * 1832 in Stuttgart; † 7. Oktober 1890 ebenda) war ein deutscher Chemiker.

## Leben
Karl Marx war der Sohn eines Bildhauers. Nach Besuch der Realschule und der Baugewerkschule studierte er von 1849 bis 1854 Chemie am Polytechnikum Stuttgart. 1854 wurde er Assistent an dem unter der Leitung von Hermann Fehling stehenden Laboratorium. Ein Jahr später nahm er eine Stelle als Chemiker in der königlichen Centralstelle für Gewerbe und Handel an. 1857 reiste er zunächst nach Paris, suchte dann einige Industriebezirke auf und ging dann nach Heidelberg, wo er ein weiteres Semester studierte und dann promovierte. 1857 wurde er erneut bei der königlichen Centralstelle für Gewerbe und Handel eingestellt. 1859 wurde Marx Chemiker in der Farbenfabrik von Rudolf Knosp in Stuttgart. Ende 1861 übernahm er die Professur für chemische Technologie am Polytechnikum Stuttgart. Mehrmals hatte er die Position eines Direktors des Polytechnikums inne. 1888 und 1889 war er Rektor.
Karl von Marx war 1888 und 1889 Vorsitzender der Deutschen Gesellschaft für Angewandte Chemie. Dem Verein Deutscher Ingenieure (VDI) trat er 1877 mit der Gründung des Württembergischen Bezirksvereins des VDI bei. Daneben war er auch Mitglied der pharmazeutischen Prüfungskommission und außerordentliches Mitglied des königlichen Medicinalcollegiums.

## Auszeichnung
- 1877 wurde Karl Marx mit dem Ritterkreuz I. Klasse des Ordens der württembergischen Krone[4] ausgezeichnet, das mit dem persönlichen Adelstitel (Nobilitierung) verbunden war.